# Битва при Занкельмарке
Битва при За́нкельмарке (дат. Schlacht bei Sankelmark) или Битва при Э́верзе (дат. Schlacht von Oeversee) — сражение, произошедшее 6 февраля 1864 года во время Австро-прусско-датской войны между австрийскими и датскими войсками.

## Предыстория
2 февраля 1864 года датская армия под командованием генерала Кристиана Юлиуса де Мезы успешно заняла позицию для обороны города Данневирке и сумела сдержать прусскую армию в битве при Миссунде. Однако через два дня пруссакам удалось переправиться через бухту Шлей, тем самым создав угрозу окружения для датской армии. Из-за слабых укреплений и отсутствия тяжёлой артиллерии де Меза приказал отступить из Даневирке, чтобы сохранить армию. 4 февраля при морозной погоде началось отступление датчан к Дюббёлю. Австрийские войска были отправлены за ними в преследование. 7-я бригада датской армии получила приказ остановить австрийцев. Во второй половине дня 6 февраля австрийские войска вышли в тыл датчанам у Занкельмарке.

## Ход битвы

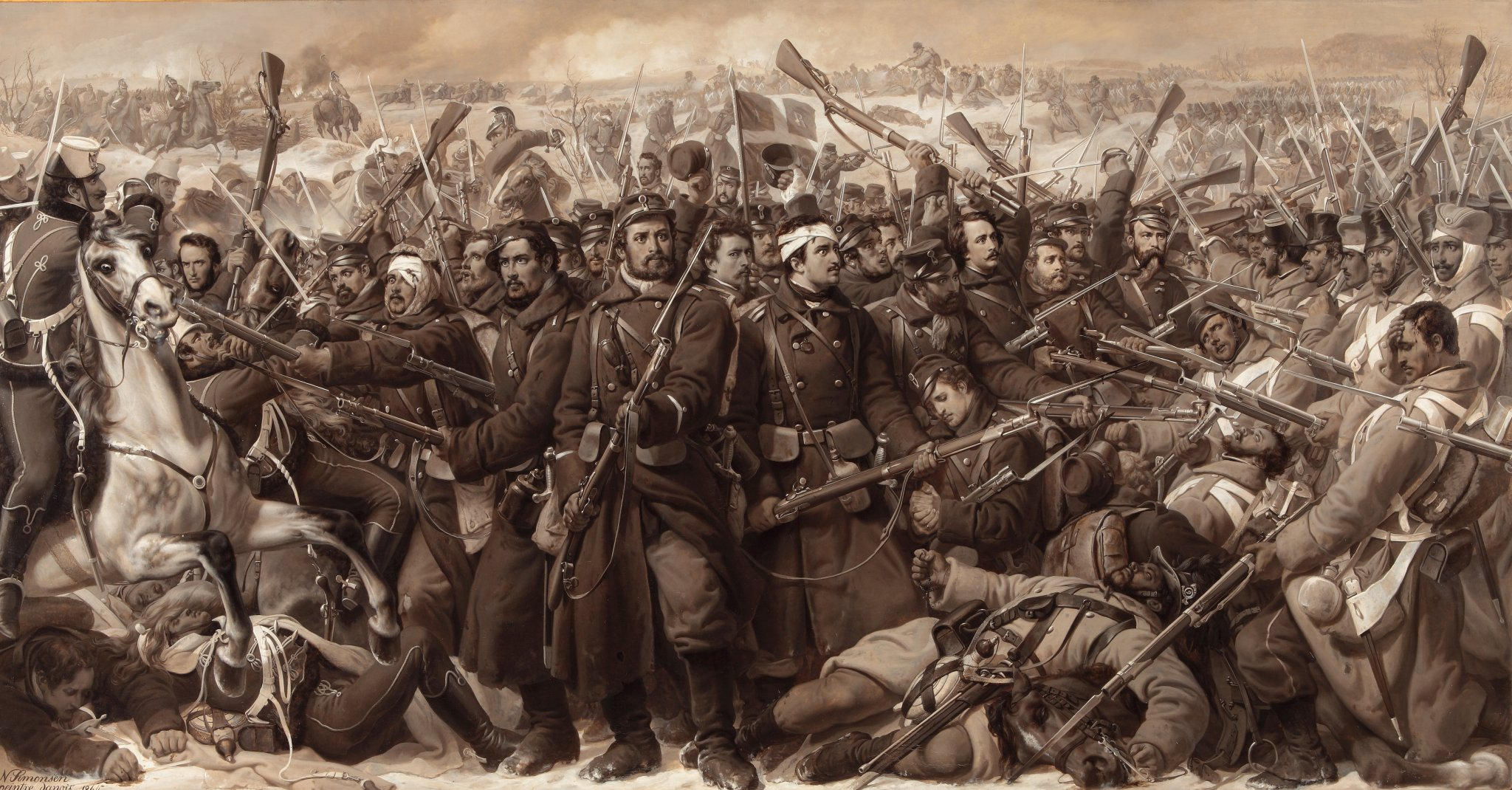
Бои при Занкельмарке

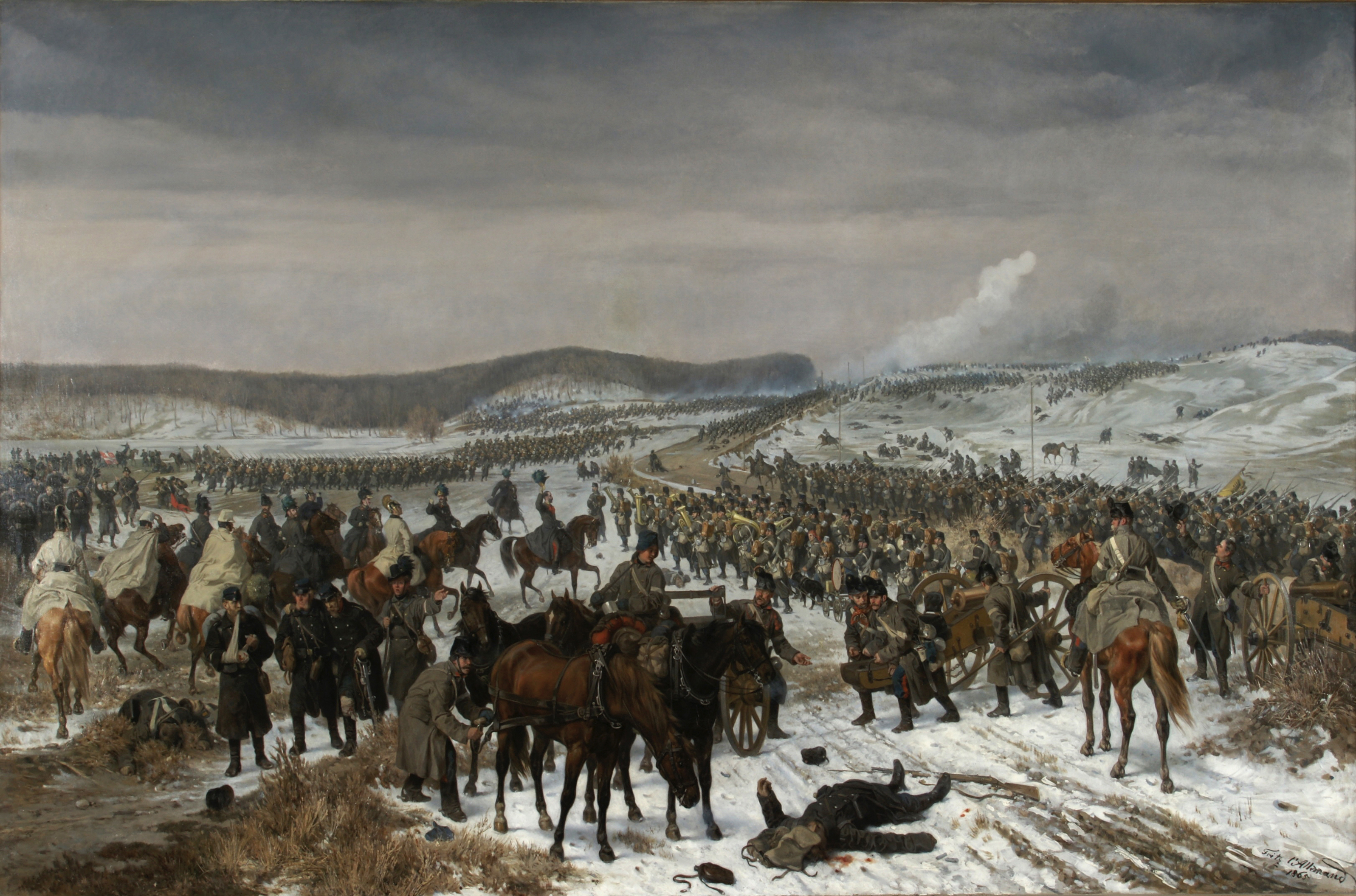
Бои при Эверзе

Датская 7-я бригада под командованием полковника Макса Мюллера заняла позиции по обе стороны дороги. 
Битва началась около 15:30, когда полковник Макс Мюллер приказал 1-му полку атаковать. Датские войска предприняли яростную штыковую атаку, и, несмотря на численное превосходство австрийских войск, датчанам удалось остановить их. Затем последовали ожесточённые бои, включая рукопашные, которые длились часами. Ни одна из сторон не имела решающего успеха, пока австрийская штыковая атака, наконец, не заставила датчан отступить. Битва закончилась около 17:00, когда начало садиться солнце. 
7-я бригада отступила и соединилась с остальной датской армией. При отступлении она попала под обстрел австрийской артиллерии и понесла значительные потери. По данным датчан, в ходе сражения было убито или ранено 210 датчан и 406 австрийцев; а по данным австрийцев, датчане потеряли 962 человека, а австрийцы — только 431 человек.

## Результаты
Благодаря успешным действиям 7-й бригады датская армия достигла укреплений у Диббёля. Однако успешный вывод датской армии с позиций у Даневирке вызвал гнев датской общественности и политиков, так как Даневирке был исторической границей между Данией и германскими государствами и считался священным национальным символом и грозной линией обороны. После победы в Первой Шлезвигской войне в Дании распространилось чувство военного превосходства, и политики и общественность требовали до конца защиты этого национального символа. На самом деле укрепления Даневирке были недостаточны для успешной защиты. Это понимала только армия, и де Меза, действительно, спас армию от неизбежного поражения, успешно отступив без значительных потерь. Де Меза был уволен военным министром, и датская армия потеряла одного из своих самых способных генерало на критическом этапе войны. Снятие де Мёзы также означало, что отступление с диббёльских позиций стало  невозможно из-за общественного и политического давления. Это стало одной из причин более позднего поражения Дании в битве при Диббёле.